# Fárúk egyiptomi király
Fárúk (arabul : فاروق الأول, Fārūq al-auwal) (Kairó, 1920. február 11. – Róma, 1965. március 18.) 1936-tól Egyiptom királya, apja I. Fuád egyiptomi király halála után. amíg a Gamal Abden-Nasszer ezredes és Mohammed Naguib tábornok vezette államcsíny le nem váltotta. Fárúk egy évvel fiatalabb húga, Fauzija Mohammed Reza Pahlavi, az akkori Perzsia, a mai Irán sahjának első felesége volt.

## Királyként
A 16 éves Fárúkot egy népszerűségi hullám segítette a trónra. Még sok monarchistaellenes politikus is megadta magát egy időre. Néhány hónappal trónra lépése után a britek szövetségi szerződést kényszerítettek Egyiptomra, amelyben 20 évre (1956-ig) megszerezték a jogot, hogy csapatokat állomásoztassanak a Szuezi-csatorna övezetében (hosszabbítási lehetőséggel). Népszerűségét és hírnevét az első csapás akkor érte, amikor 1942-ben kénytelen volt egy britbarátabb miniszterelnököt kinevezni, és (fegyverrel) meneszteni hivatalából a túlságosan németbarát akkori miniszterelnökét. Ezt a király tekintélyével szembeni kihívásnak tekintették, mintha ő maga nem tudná vezetni országát. Fárúk égő gyűlöletet hagyott maga után népében a britek iránt.
Következő megaláztatása az volt, amikor 1944-ben egy súlyos autóbaleset után felborult az anyagcseréje, ami (a sok finom étel iránti remek ízlése mellett) oda vezetett, hogy az eredetileg hiú, jó megjelenésű fiatal király elhízott: s végül majdnem 140 kg-ot nyomott.

## Gazdagsága
Emellett hírhedt volt korrupciójáról, és túlzottan pazar udvari életvitele volt. „Playboy királynak” és „Kairó tolvajának” tartották (mert kleptomániában szenvedett: külföldi utazásai során és magában Egyiptomban is keveredett az egyszerű emberekkel, és mindent ellopott, amihez hozzájutott: igazi profi zsebtolvaj lett, ami részben az 1952-es trónfosztásához vezetett). Valószínűbb volt, hogy egy olasz tengerparton vagy bármely nagy európai bevásárlóközpontban találják meg, mint Egyiptomban.
A király kiterjedt bélyeg- és érmegyűjteménye világhírű. Többek között az övé volt a történelem legértékesebb érméje, az 1933-as amerikai arany 20 dolláros azon példánya, amely 7,5 millió dollárért került 2002-ben árverésre. Mindkét kollekciót az új rezsim aukcióra bocsátotta a menesztése után.
Fárúk király állítólagos korrupciója, amely az 1948-as Izrael elleni háború egyiptomi vereségéhez vezetett (ezt a harmadik nagy megaláztatásának tekintik), az akkori ezredes, majd Gamal Abdel-Nasszer elnök által vezetett puccshoz vezetett, amely megbuktatta, és kénytelen volt lemondani 1952. július 23-án. Három nappal később, 26-án fiát, a néhány hónapos csecsemőt kiáltották ki az egyiptomi II. Fuád királynak. II. Fuád „uralma” azonban 1953. június 18-án, az Egyiptomi Köztársaság kikiáltásával véget ért. Először Mohammed Naguib tábornok lett az elnök, de 1954. november 14-én az új vezető, Nasszer ezredes félreállította őt. A puccsot a CIA titokban támogatta, a britek legnagyobb bosszúságára. Annak ellenére, hogy Egyiptom függetlenné vált, továbbra is befolyási övezetüknek tekintették az országot, és szorosan „együttműködtek” Fárúkkal. Az amerikaiak meg akarták akadályozni a kommunista forradalmat.

## Száműzetése
Kényszerlemondása után Fárúk luxusjachtjával különösen nagyképűen elhagyta az alexandriai kikötőt Monaco felé. Ezután Rómában telepedett le, ahol folytatta rendkívül fényűző életmódját, mígnem 1965. március 18-án, egy pazar étkezés után a száműzetésben elhunyt. A halál hivatalos oka agyvérzés volt.

## Házasságai

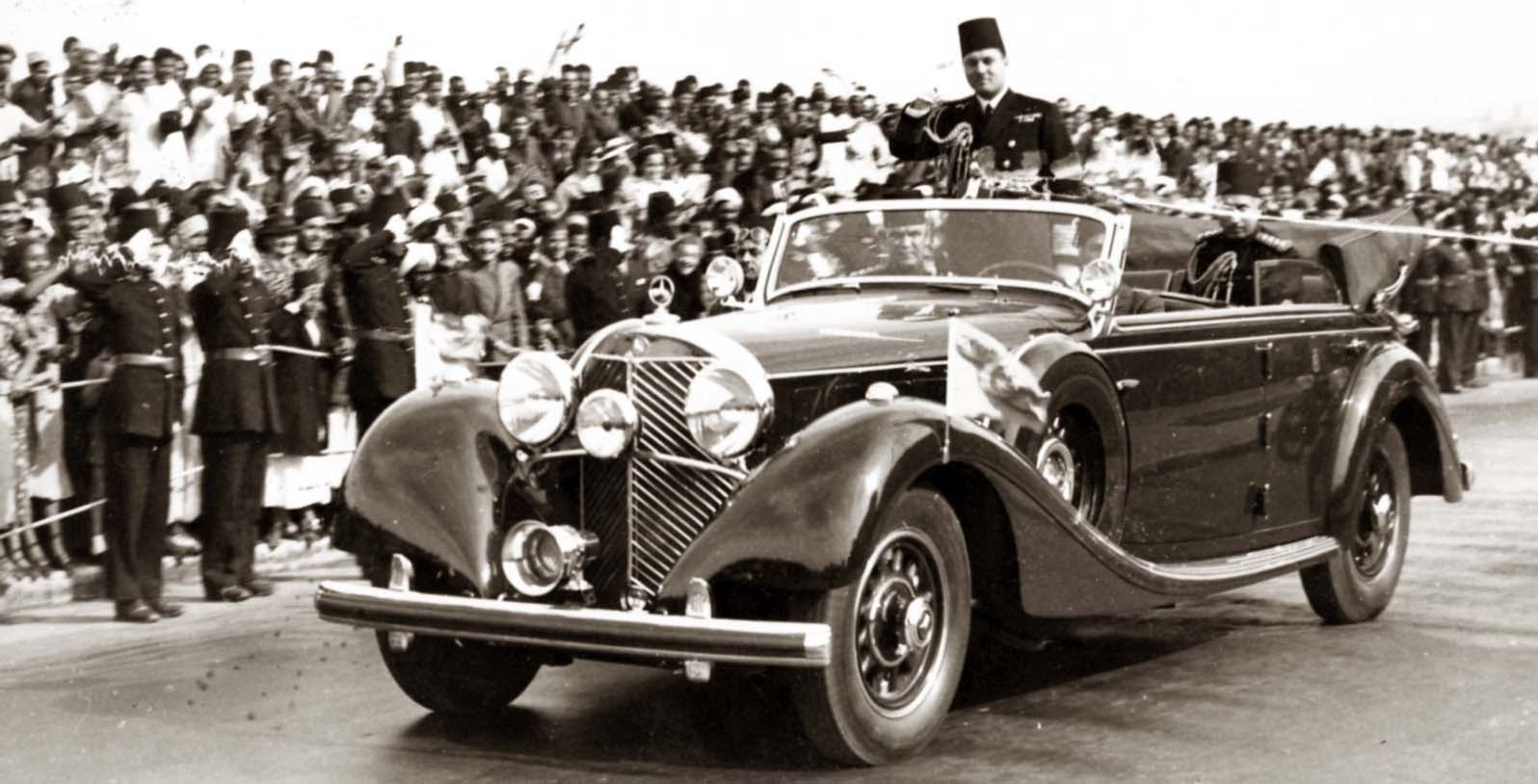
Fárúk király köszönti népét, 1938

1938. január 20-án feleségül vette a 16 éves Safinaz Zulficart (1921–1988), aki az alexandriai Cour d'Appel Mixte bírájának lánya volt. Ő adta neki a Farida („az egyetlen”) nevet. Faárúk úgy gondolta, hogy az F betű szerencsét hoz a családjának. Ebből a házasságból három lánya született, majd válás következett. 1950-ben találkozott a 17 éves Narriman Sadikkal egy kairói ékszerüzletben. 1951. május 6-án feleségül vette, és 1952. január 16-án megszületett a trónörökös: Ahmed Fuad herceg, aki rövid ideig II. Fuádként Egyiptom utolsó királya volt.

### Gyermekei
- Ferial hercegnő (1938. november 17. – 2009. november 29.)
- Fauzija hercegnő (1940. április 7. – 2005. január 27.) Mohammad Reza iráni sah első felesége, Irán királynéja
- Fadia hercegnő (1943. december 15. – 2002. december 28.)
- Ahmed Fuad herceg (1952. január 16.) II. Fuádként Egyiptom utolsó királya

## Fordítás
- Ez a szócikk részben vagy egészben  a   Faroek van Egypte című holland Wikipédia-szócikk ezen változatának fordításán alapul.  Az eredeti cikk szerkesztőit annak laptörténete sorolja fel. Ez a jelzés csupán a megfogalmazás eredetét és a szerzői jogokat jelzi, nem szolgál a cikkben szereplő információk forrásmegjelöléseként.